# 東達爾河

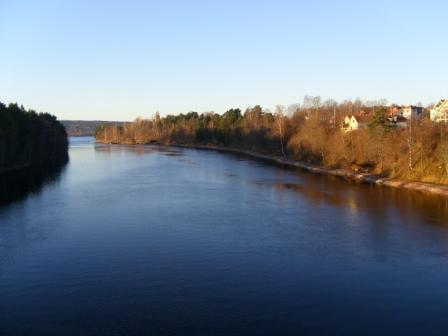

60°41′29″N 15°07′32″E / 60.6914197°N 15.125534°E
东达尔河（瑞典語：Österdalälven）是瑞典的河流，是達爾河的支流，位於該國北部達拉納省，發源自斯堪的納維亞山脈，最終注入波羅的海，河道全長300公里，流域面積12,430平方公里。